# Hotel International (Brno)
Hotel International Brno se nachází v Husově ulici v Brně, jde o jednu z nejvýznamnějších a nejlépe zachovaných staveb bruselského stylu v Česku. Jedenáctipodlažní hotel byl postaven roku 1962 podle projektu, na němž se podíleli Arnošt Krejza, Miloslav Kramoliš, Zdeňka Kopecká, Miroslav Brabec a Zbyšek Kašpar, kteří využili jako podklad vítězný soutěžní projekt Viléma Kuby, Jaroslava Ledviny a Vítězslava Unzeitiga z roku 1957. Budova je inspirována stylem brazilského architekta Oscara Niemeyera, disponuje také rysy pozdního funkcionalismu. Provoz hotelu byl zahájen 29. června 1962. Od 1. března 1988 do 24. prosince 2013 byla budova hotelu kulturní památkou.
Prvním provozovatelem hotelu International byl v letech 1962–1989 státní podnik Interhotel Brno, jehož prvním ředitelem byl brněnský hotelník Petr Poledne. V době otevření disponoval hotel 301 pokoji s kapacitou 697 osob a pracovat v něm mělo okolo 300 zaměstnanců. Po sametové revoluci v roce 1989 byl hotel privatizován a přešel do majetku společnosti Hotel International Brno, a.s., založené v roce 1992. Od roku 2015 jsou na střeše hotelu chovány včely a stočený med (během sezóny 2015 asi 160 kg) je spotřebováván v hotelové kuchyni. Na rok 2016 plánoval hotel pomocí webkamery zavést přímý přenos od úlu přímo do restaurace.

## Galerie

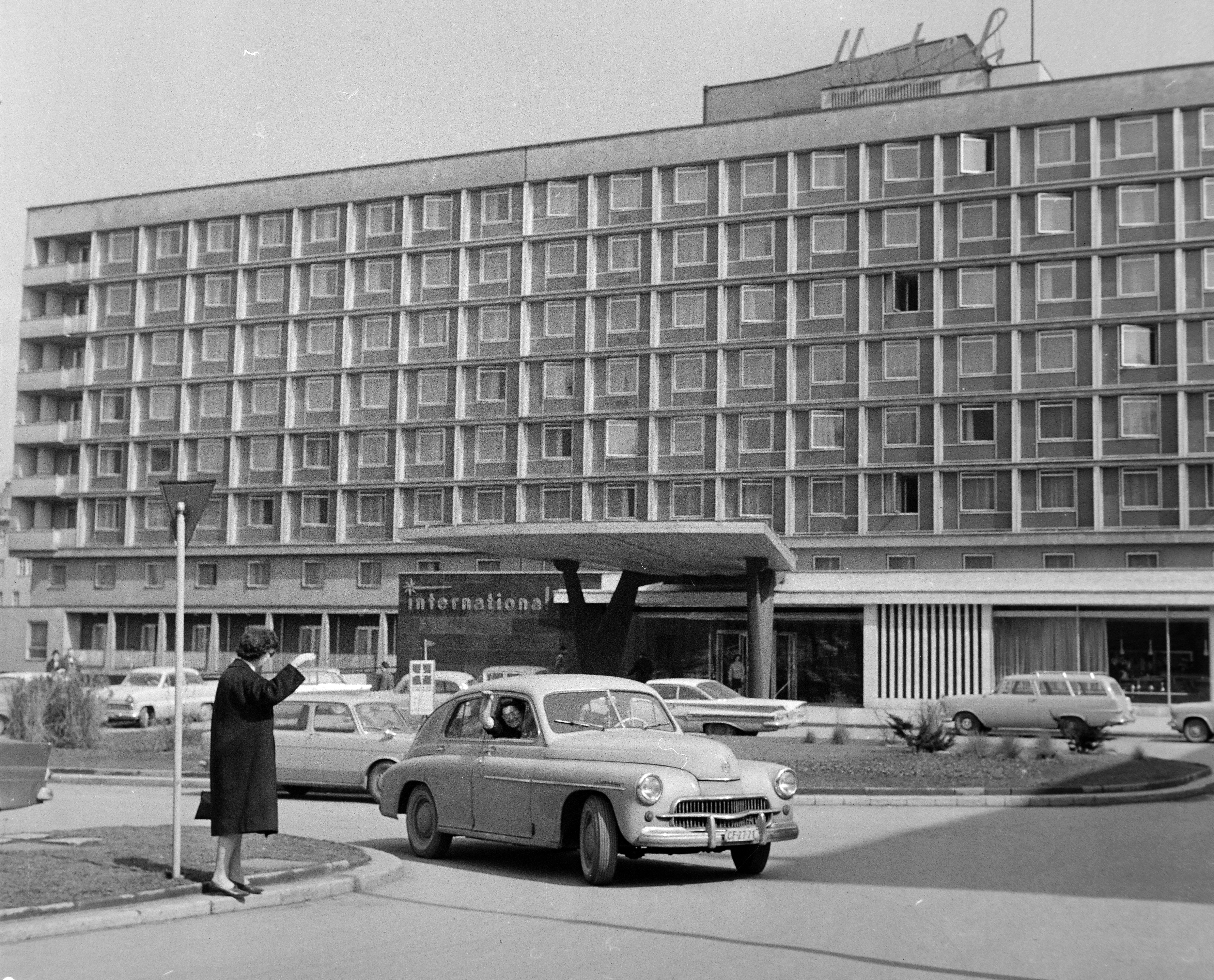
Hotel v 60. letech
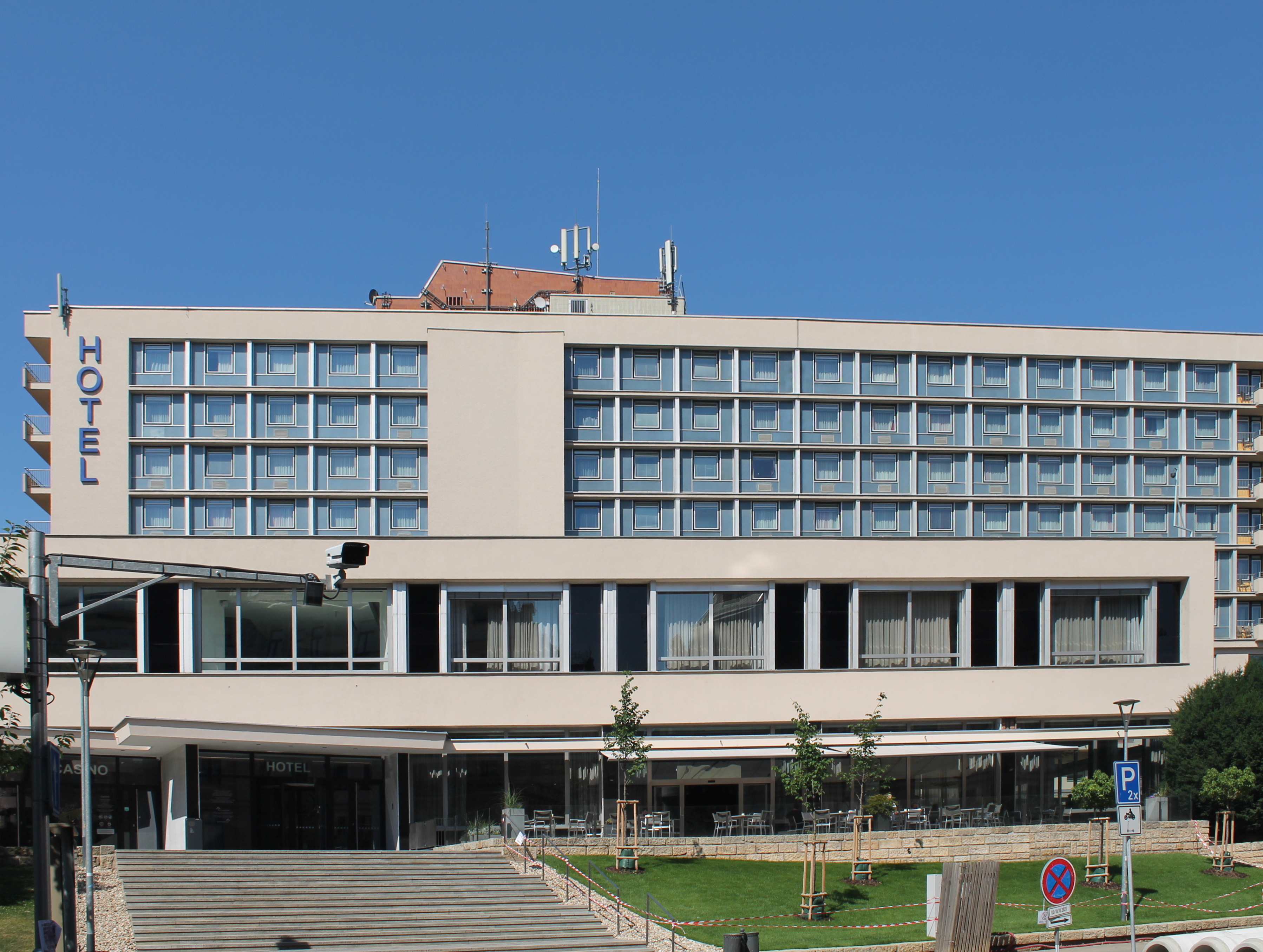
Pohled od východu
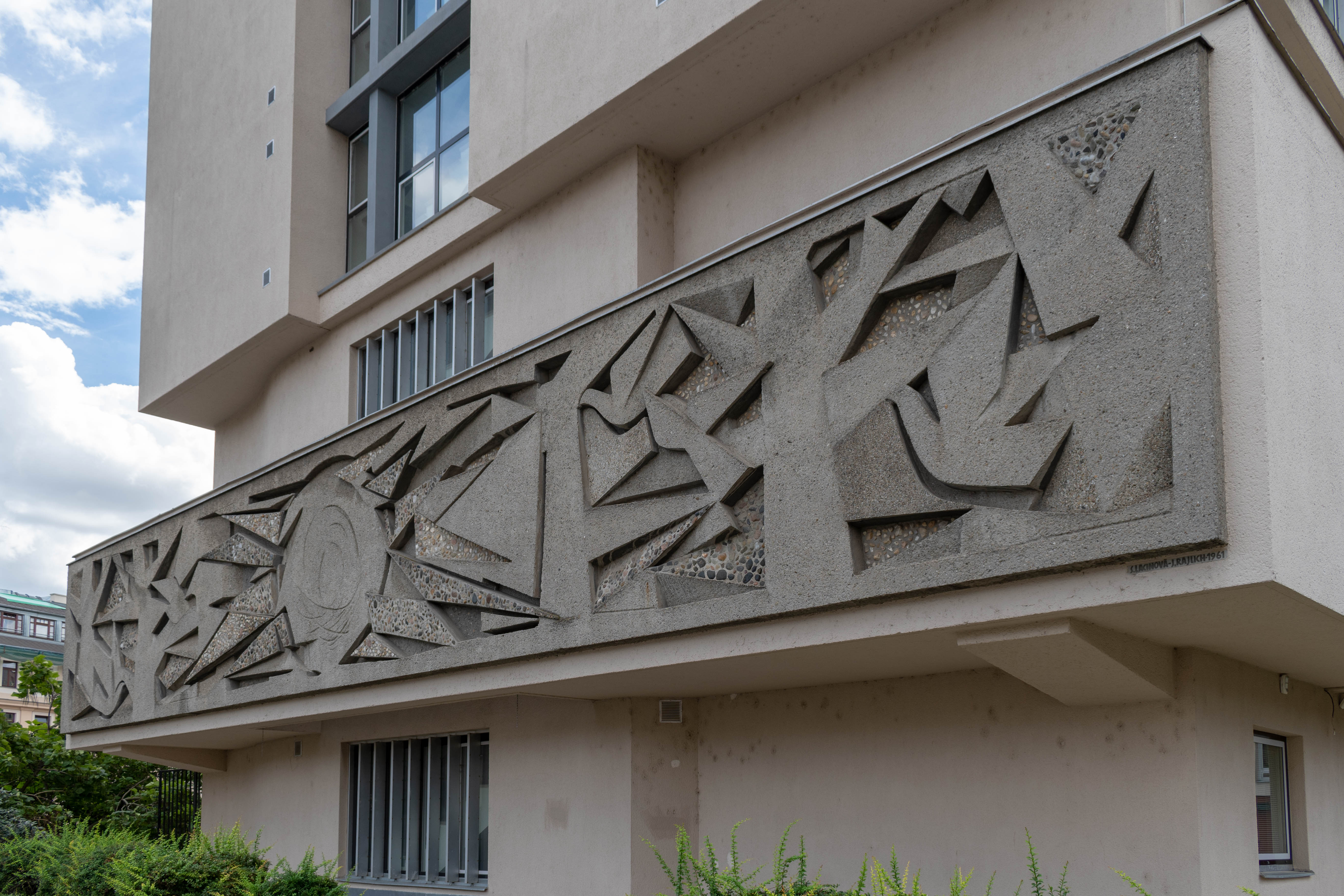
Betonový reliéfe Slunce od Sylvy Lacinové a Jana Rajlicha
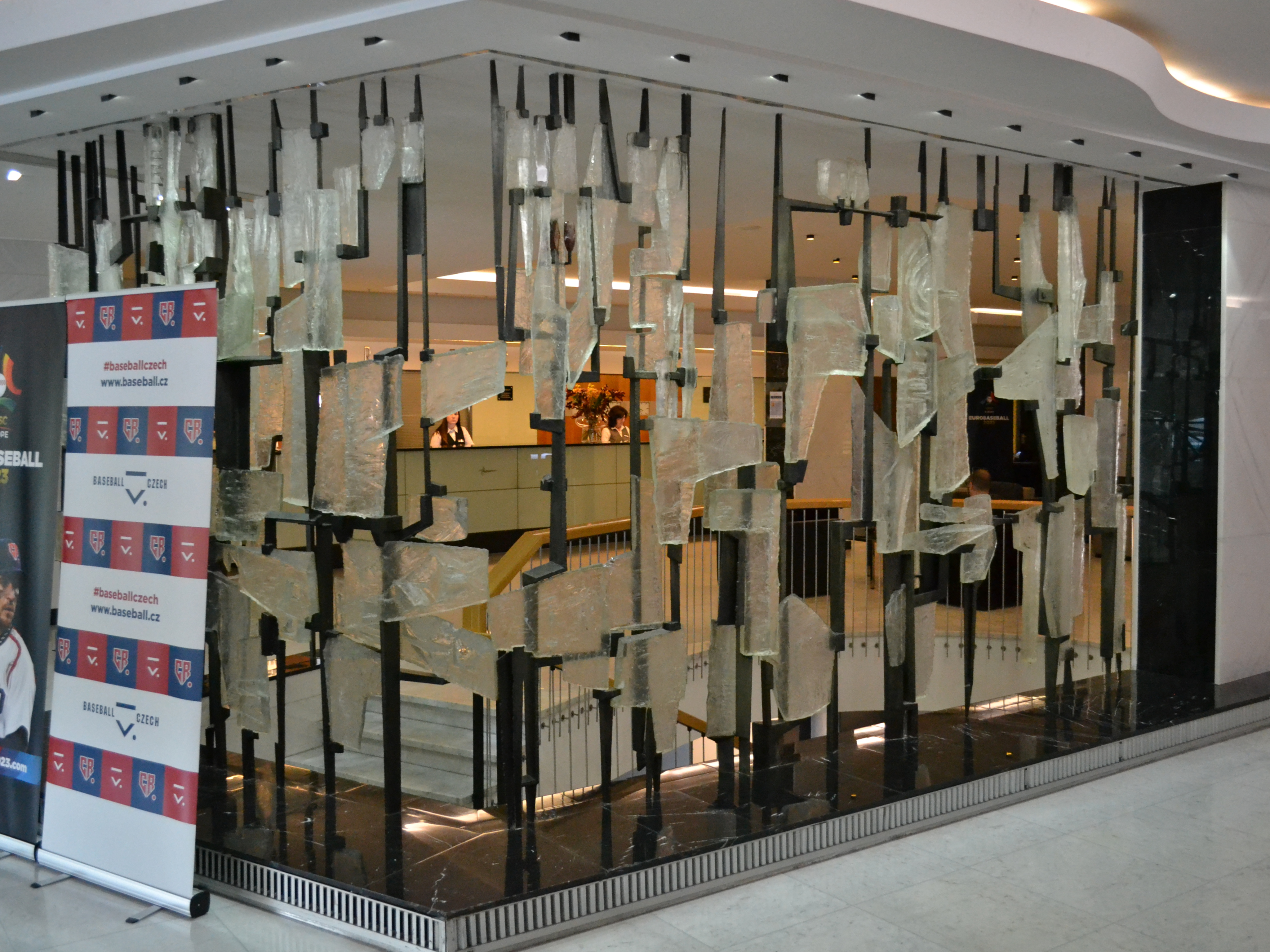
dekorativní mříž ve vestibulu, Jaroslava Brychtová, Stanislav Libenský
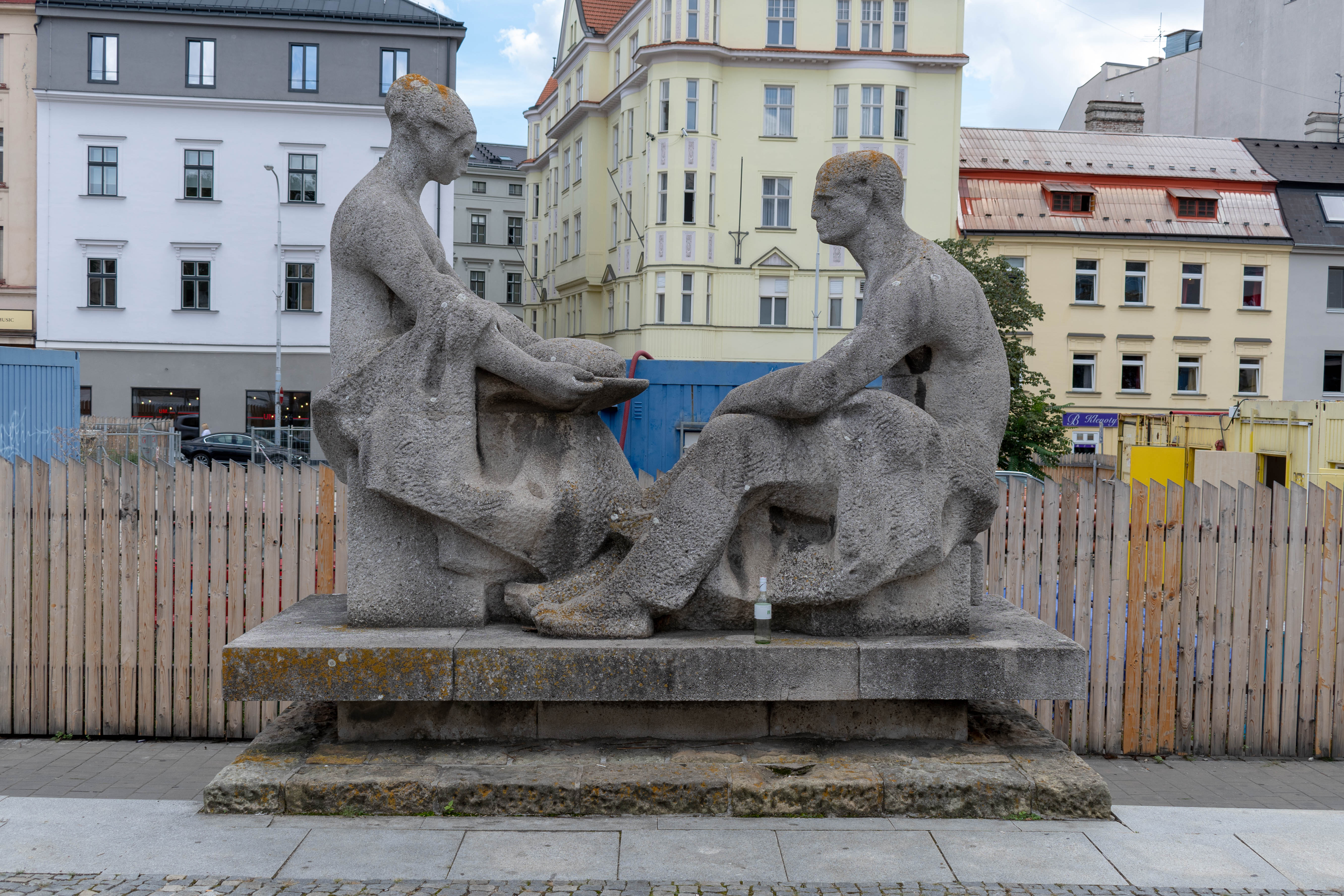
Sousoší Pohostinství od Sylvy Lacinové